# Perisama calamis
Perisama calamis es una especie de mariposa de la familia Nymphalidae. Se distribuye al este de los Andes, en Bolivia y el sur de Perú entre los 1200 y los 2300 metros de altitud.
Dorsalmente las alas delanteras tienen una mancha azul muy vivo, con otra mancha de azul cian dentro de ella. Cuando la temperatura es fría o llueve, esta mariposa se encuentra en la copa de los árboles; mientras que cuando solea es muy activa cerca del suelo, donde se para en zonas húmedas o encharcadas.
Se reconocen cuatro subespecies:
- P. c. calamis (Hewitson, 1869)
- P. c. calamita Oberthür, 1916
- P. c. fassli Röber, 1915
- P. c. ochracea Viette, 1958